# 신 손자병법
《신 손자병법》은 1993년 10월 21일부터 1994년 2월 17일까지 KBS에서 방영된 시추에이션 코미디 드라마이며 《TV 손자병법》을 신세대 감각에 맞게 새롭게 각색했는데 타이틀곡도 악기를 사용하지 않은 음성만으로 제작했다.
한편, 1994년 2월 KBS 2TV의 공영성 강화를 위한 부분개편에 따라 막을 내렸는데 김정균 (오자인 역)이 신세대 회사원으로서의 변신을 꾀했지만 같은 채널 드라마 《내일은 사랑》 등과의 겹치기 출연으로 논란을 빚었다.

## 개요
이장수 과장이 진산그룹 만년과장에서 진산레포츠의 이사로 옮기는 설정이었다.

## 등장 인물
- 오현경 : 오장수 역 - 진산레포츠 이사
- 태현실 : 허태후 역 - 진산레포츠 사장
- 장용 : 조조 역 - 진산레포츠 과장
- 김인문 : 강봉추 역 - 진산레포츠 만년부장
- 김승환 : 노마초 역 - 대리
- 강남길 : 박동탁 역 - 사원
- 박영철 : 유항우 역 - 사원
- 김정균 : 오자인 역 - 사원
- 김은정 : 김초선 역 - 사원
- 신은경 : 한금련 역 - 사원
- 오지영 : 장만옥 역 - 사원
- 이병철 : 진산레포츠 공장장 역
- 김흥기 : 진산기업 상무 역
- 손호균 : 최 과장 역
- 김형일
- 조하나
- 안병경
- 이한위
- 윤용덕
- 윤아
- 전원주
- 이영
- 정동남
- 강태기
- 강영아
- 정미숙
- 한범희
- 서상익
- 봉혜선
- 권오현
- 이주화
- 김주영
- 김용준
- 김원배
- 김광영
- 김성환
- 류순철
- 최명수
- 박현정
- 윤진호
- 박현
- 이종길
- 김덕현
- 박인서
- 하미혜
- 곽정희
- 이원설
- 박유승
- 김정난
- 김수연
- 이기철
- 김선화
- 김영선
- 조정국
- 장정희
- 신원균
- 박혜경
- 임영식
- 양영준
- 조재훈
- 송희남
- 송종원
- 유정연
- 권미혜
- 김지영
- 한현배
- 맹호림
- 배도환
- 고상백 - 아역

## 방영 목록

### 1993년
| 회차 | 방송일    | 제목 (내용)                  | 다시보기 | 비고 |
| ---- | --------- | ---------------------------- | -------- | --- |
| 1    | 10월 21일 | 강타자는 초구를 노린다       |          | 첫 방송 진산 자재과 만년과장과 부장이었던 이장수는 계열사인 진산레포츠의 이사로 승진발령 되어 출근 첫날 부푼 꿈에 잠겨 택시로 사옥앞까지 출근한다. 자신의 직위를 맘껏 과시하려던 이장수를 경비들은 본체만체하고 때마침 고급승용차로 출근하던 여사장과 안면이 없던 이장수는 웬 화장품 외판원이 아침부터 설쳐대냐고 호통치고는 사장이 여자라서 도대체 기강이 안 섰다고 꽁알거린다. 화가 머리끝까지 난 허태후는 사장실에 이장수를 불러 기를 땅까지 꺾어 놓으면서, 당장 회사 사활이 걸린 중요업무를 처리하라고 한다. 사장실에서 당할만큼 당한 이장수 이사는 사무실에서 기를 세우고자 하나 신세대라 자칭하는 젊은사람들은 거의 무관심하고 출근 첫날부터 기가 꺾인 이장수는 결국 일만 저지른다. |
| 2    | 10월 28일 | 해결사는 살아있다            |          | 이장수 이사는 직원들이 이사에게 직접 결재받는 방식이 못마땅해 강봉추 부장을 통하라고 이야기 하지만, 강부장은 이장수의 말에 전혀 개의치 않는다. 이장수는 조조를 만나 함께 일할 날이 머지 않았다고 이야기한다. |
| 3    | 11월 4일  | 군고구마와 포도주            |          | 퇴근시간이 조금 지나서 부하직원들이 출출할거라고 생각한 이장수는 군고구마를 사가지고 사무실로 들어가나 부서원들은 모두 퇴근하고 강봉추 부장만 사무실을 지키고 있다. 이장수와 강봉추는 퇴근시간 땡하면 퇴근해버리는 신세대의 사고방식을 나무라며 군고구마를 모두 먹어 치운다. 같은 시간 한금련, 노마초, 유항우 등 부서원들은 소극장에서 감동적인 연극을 보고 나서 연극배우, 극작가와 함께 어울려 술을 마시며 낭만을 즐긴다. 부서원들은 다음날 출근하기 전에 각자의 취미를 만끽하는데 이장수는 그들이 1분 1초라도 늦게 출근할 경우 야단을 치려고 벼른다. |
| 4    | 11월 11일 | 통닭은 말이 없다             |          | 박동탁은 출근하자마자 입금실적이 제일 저조한 홍사장의 프로레포츠 대리점을 방문하나 그를 만나지 못한다. 그런데 패션쇼장에서 홍사장을 발견, 납금이 완료되기 전에는 물건수주가 절대로 안된다고 얘기한다. 홍사장은 아내가 자궁암 3기라면서 한번만 봐달라고 사정, 마음이 약한 박동탁은 그 사실을 이장수에게 보고하고 홍사장이 수주를 받을 수 있도록 해준다. 그러나 결국 홍사장이 놀음 때문에 입금을 못시켰음이 들통나고 박동탁은 책임추궁을 받게되는데 이런 박동탁을 이장수가 감싸준다. |
| 5    | 11월 18일 | 조조 길들이기                |          | 조조는 출장에서 돌아오는날 점쟁이로부터 과장으로 승진이 된다는 말을 듣고 이장수에게 전화를 건다. 마침 조조의 과장영입 인사서류에 결재를 하던 이장수는 자신의 힘으로 일이 성사됐으니 빨리와서 진산레포츠를 주름잡자고 말한다. 마침내 조조가 부임을 하는데 그는 먼저 허태후 사장의 신임을 얻은후 개혁작업에 나선다. 그러자 부원들은 이에 불편을 느끼게 되고 갈등은 고조된다. 이때 300만불짜리 수출상담이 들어와 회사는 활기를 띠는데 사장과 부원들은 신용도를 의심하나 조조는 공적을 세우려고 수출강행을 고집한다. 그러나 결국 수출 신용장은 사기극임이 밝혀지게 되어 조조는 당황하고 이장수는 책임을 지겠다며 사표까지 쓰게 된다.                                                          |
| 6    | 11월 25일 | 진짜와 가짜 사이             |          | 초선과 항우는 판촉업무를 보고 오다가 가짜 프로레포츠 제품을 파는 사람들을 발견한다. 이에 회사로 연락을 하자 신상품이 히트치고 있다고 좋아하던 부원들은 일제히 긴장한다. 초선과 항우는 가짜 상품을 파는 사람들의 아지트를 알아내기 위해 추적하지만 놓치고 만다. 한편 회사에서는 박동탁이 선을 보라는 아버지의 성황에 애인이 있다고 둘러대다가 곤경에 처한다. 즉, 내일 당장 서울로 올라와 아버지가 애인의 선을 보겠다는 것이다. 다급해진 박동탁은 여직원들에게 가짜 애인을 부탁하는데, 한금련은 내일 선을 본다며 거절하고 하는 수 없이 장만옥이 대타로 나선다. |
| 7    | 12월 2일  | 권총 뽑는법                  |          | 동료들과 함께 식사를 하면서도 한번도 점심을 사본적이 없는 강봉추 부장한테 이장수를 비롯해 동료 직원들은 고개를 설레설레 흔들면서도 언젠가는 한번쯤 뒤집어 씌울것을 다짐한다. 그러나 매번 당하기만 한다. 그런데 사내에서 4/4분기 모범근로상 대상자 선정으로 술렁이고 이장수는 요즘 조조의 등장으로 코가 빠진 강봉추 부장한테 그 상을 수여할 것을 허태후 사장에게 권하고, 그렇게 결정된다. 신세대 직원들은 이때가 기회다 싶어 강봉추 부장에게 한턱 내게끔 각본을 짠다. 그러나 결국 실패하게 되는데, 강부장이 직원들의 회식에는 짠돌이지만 사내에 가정형편이 어려운 청소부 아줌마에게 매달 적잖은 도움을 주는것으로 드러나 강부장은 권총을 함부로 뽑지 않는 사나이로 소문난다.               |
| 8    | 12월 9일  | 내 작은 월급봉투             |          | 사업부 여직원들은 점심시간에 틈을 내어 보석상을 둘러본다. 그들은 보석들을 보면서 황홀해하지만 자기네들의 얇은 월급봉투를 생각하며 돌아온다. |
| 9    | 12월 16일 | 첫사랑이 아름다운 이유       |          | 노마초는 업무를 위해 유명 스키장의 비서실장을 만나러 간다. 그런데 알고보니 그 비서실장은 마초가 군시절 과외를 해주었던 성녀였던 것이다. 알고보니 성녀가 어렸을 때 마초를 짝사랑했던 것을 잊지 않고 마초를 밀어주기 위해 스키용품 수주를 맡긴 것이었다. |
| 10   | 12월 23일 | 아기 천사가 우리에게 왔을 때 |          | 크리스마스 분위기에 흠뻑 젖어있는 프로레포츠 직원들. 그런데 아닌 밤중에 홍두깨라고 갑작스럽게 오자인에게 법원으로부터 부녀자 희롱 및 폭력에 관한 계고장이 날라온다. 마침 인터내셔널 레포츠와 광고료 문제로 외출중이던 오자인은 이런 사실도 모른채 의기양양 사무실로 들어오는데, 직원들이 한결같이 회피하고 걱정스런 표정을 짓는다. 어이가 없는 오자인은 법원으로 가다 합승한 택시안의 손님이 위급한 임산부임을 알고 인근 병원에 들려 뒤처리까지 떠맡고 낭패한 심정으로 법원을 찾는데 주민등록번호 끝자리가 틀린 또 다른 오자인이 사기를 치고 다닌걸 알게 되어 제2의 오자인을 찾아나선다.                                                                                                  |
| 11   | 12월 30일 | 사랑과 평화                  |          | 동탁은 평소 친구들과 달동네에 봉사활동을 다니고 있었다. 연말이 되어 다른 사원들이 송년회를 어떻게 보낼까 고민하는데 동탁은 거기에 끼지 않겠다고 한다. 그래서 이장수 이사와 조조의 눈총을 받는다. 하지만 나중에 그 사정을 알게 된 사원들은 송년회를 달동네 사람들과 함께 보내기로 한다. |

### 1994년
| 회차 | 방송일   | 제목 (내용)         | 다시보기 | 비고 |
| ---- | -------- | ------------------- | -------- | --- |
| 12   | 1월 6일  | 행진                |          | 시무식을 대신해 허태후 사장은 황영조 마라톤 우승장면을 시청케하며 새로운 마음다짐으로 새해를 맞길 역설하고, 지난해 우수사원 표창을 한다. 오자인과 김초선의 수상을 부러워하는 직원들. 그러나 잠시 이장수 이사는 지난해 가장 실적이 낮은 사람을 지적하면서 한금련이 더욱 분발할 것을 촉구한다. 공개적으로 자신의 실적이 발표되자 한금련은 민망스러워 책상에 고개를 박은채 울다가 사무실을 뛰쳐나가고, 한편 이장수 이사는 소비자 성향 리서치를 스스로 믿음직스럽다고 판단한 김초선에게 맡겨 보다 정확한 자료를 요구한다. 이장수와 김초선의 세대간의 한판 설전이 벌어지고 독심을 품고 컴퓨터 앞에서 대혁신을 꿈꾸던 한금련은 마침내 일을 저지르고 만다. |
| 13   | 1월 13일 | 너에게로 또다시     |          | 공장장 이무송은 어느날 아침 대전에 계신 할아버님이 위독하다는 전화를 받고 급히 대전으로 내려간다. 결국 공장장 할아버지는 공장장에게 유산으로 20억 거금을 남기게 되고 이런 소문이 사무실에 퍼져 사무실 직원들은 그 유산에 대해 호기심을 발동하게 된다. 어려웠던 학창시절 그리고 힘들었던 공원생활등 지난날이 흑백필름처럼 떠오르고 지금이라도 공장장 생활을 청산하고 직접 공장을 운영하면서 돈을 펑펑 쓰고 싶은 욕망이 생기지만 프로레포츠와의 인연을 끊을 수 없는 것을 느낀다. |
| 14   | 1월 20일 | 나의 사랑 나의 친구 |          | 박동탁은 출근하자마자 이장수 이사에게서 일처리를 제대로 못한다는 핀잔을 듣고 우울하다. 그런데다 이장수 이사가 자신이 있는 자리에서 노마초 대리를 칭찬하자 더욱 마음이 언짢다. 한편 허사장은 일본에서 열리는 레포츠 쇼에 보낼 사업부 직원 2명을 뽑도록 이 이사에게 부탁한다. 노재리를 점찍은 이 이사는... |
| 15   | 1월 27일 | 토끼와 거북이       |          | |
| 16   | 2월 3일  | 장모님 우리 장모님  |          | 2월 10일에는 7시 55분부터 설 특집 <잔치 잔치 벌렸네> 2부 편성으로 결방. |
| 17   | 2월 17일 | 이제, 시작입니다    |          | 마지막 방송. 사소한 의견 충돌에서 시작된 직원들끼리의 불화가 급기야 회사전체 분위기까지 흐리며 패가르기 비슷한 양상으로 전개된다. 좁은 회사안에서 이게 뭐냐며 사장과 이사는 화해분위기를 만들려고 애쓰지만 이미 감정 싸움으로 치닫고 직원들의 화합은 쉽지만은 않다. 급기야 싸움의 발단이 된 오자인의 무단결근 사태까지 벌어진다. 그러나 결국 어른 이장수의 화해작전에 다시 전같이 화합한다. |

## 참고 사항
- 전작에 인기를 높았으나, 인기가 갈수록 떨어졌으며, 고전을 면치 못하고 종영하였다.
- 2020년 KBS디지털미디어국에서는 유튜브 채널 옛날티비를 통해 풀영상을 순차적으로 공개하였다.

## 같이 보기
- TV 손자병법
- 싱싱 손자병법